# Genzano di Lucania
Genzano di Lucania es un municipio de 5.857 habitantes situado en el territorio de la provincia de Potenza, en Basilicata (Italia). Es situado sobre un promontorio montañoso y se divide en dos núcleos diferenciados: el viejo país y el nuevo país.

## Demografía
| Gráfica de evolución demográfica de Genzano di Lucania entre 1861 y 2001 |
|                                                                          |
| fuente ISTAT - elaboración gráfica a cargo de Wikipedia                  |